# 姆伊拉迪
姆伊拉迪（Myladi），是印度泰米尔纳德邦甘尼亚古马里县的一个城镇。总人口8961（2001年）。

## 人口
该地2001年总人口8961人，其中男性4506人，女性4455人；0—6岁人口946人，其中男461人，女485人；识字率72.09%，其中男性为75.74%，女性为68.40%。